# 貝倫加爾二世
贝伦加尔二世（義大利語：Berengario II，约900年—966年8月4日）是公元950至961年被废黜前的意大利國王。他是伊夫雷亞家族的成員，并以他的外祖父贝伦加尔一世的名字命名。贝伦加尔二世于923年继承了他父亲的爵位成为伊夫雷亚藩侯（被称为伊夫雷亚的贝伦加尔），940年后他开始带领贵族对抗阿爾勒的于格和其子意大利的洛泰尔二世。950年洛泰尔二世去世后，他与自己的儿子阿達爾貝托二世的一同登上王位。952年，他承认奥托一世的宗主地位，但随后加入了针对他的叛变。960年他入侵了教皇国，但在次年奥托一世就攻占了他的意大利王国。贝伦加尔二世此后一直在逃亡中，直到964年投降。两年后，他在德意志王国的监牢中去世。

## 伊夫雷亚统治时期（923年-950年）
贝伦加尔二世是伊夫雷亚的阿达尔伯特一世（Adalbert I of Ivrea）和弗留利的吉塞拉（Gisela of Friuli，安罗奇家族国王贝伦加尔一世的女儿）的儿子，他于923年继承父亲的领地成为伊夫雷亚藩侯，并与托斯卡纳的维拉（Willa of Tuscany，托斯卡纳藩侯博索（Boso）的女儿，意大利的雨果的侄女）结婚。在贝伦加尔二世位于帕维亚的宫廷中长大的编年史作家克雷莫纳的利乌特普兰德对他的性格做了几个特别生动的描述。
约940年贝伦加尔二世发动了一次反抗叔叔意大利的雨果的意大利贵族起义。由于被国王的儿子洛泰尔二世警告，为了防止被雨果伏击，他不得不逃到了奥托一世的宫廷，但奥托一世拒绝选边站队。但在945年贝伦加尔二世得以带着雇佣的军队回到意大利，并受到了当地贵族的欢迎。雨果被贝伦加尔二世击败并退到了阿尔勒。王位在名义上被洛泰尔二世继承，但实际上自贝伦加尔二世起义成功后，意大利王国的所有实际权力以及任免权都掌握在他手中，洛泰尔二世只是名义上的国王。洛泰尔二世的短暂统治持续到其950年去世时为止，有推测称他是被毒死的。

## 意大利王国统治时期（950年-961年）
贝伦加尔二世与他的儿子意大利的阿达尔伯特共同成为意大利的统治者，他试图强迫意大利的雅德蕾德（分别是前3位意大利国王的女儿、儿媳和遗孀）嫁给阿达尔伯特来加强他王权的合法性，然而在她强烈拒绝后，贝伦加尔二世将她关在了加尔达的城堡中，据称她在被关押期间受到贝伦加尔二世妻子维拉的虐待。通过卡诺莎伯爵阿达尔伯特·阿托（Adalbert Atto）的帮助，她从监禁中逃脱了出来，并向德意志国王奥托一世寻求帮助。自946年成为鳏夫的奥托一世抓住此机会夺得伦巴底铁王冠：雅德蕾德的干预请求使得他在951年入侵意大利。贝伦加尔二世不得不逃至圣马力诺市并在此逗留，而奥托一世得到了意大利贵族的尊敬，与雅德蕾德结婚，并获得了伦巴底国王的头衔。奥托一世于随后于952年2月回到德意志王国，任命其女婿红色康拉德在帕维亚摄政。
经由红色康拉德的协调，贝伦加尔二世出现在952年在奥格斯堡召开的帝国议会，他和他的儿子保留了意大利国王的头衔，但成为了奥托一世的附庸，同时需将弗留利边疆区（March of Friuli）割让给他。随后将他的弟弟巴伐利亚的亨利一世封为维罗纳边疆区（March of Verona，由弗留利边疆区变化而来）藩侯。953年，奥托一世不得不去应对他的儿子士瓦本的鲁道夫发动的叛乱时，贝伦加尔二世对维罗纳边疆区进行袭击并围攻了阿达尔伯特·阿托的卡诺莎城堡。

## 失去王位及去世（961年-966年）
960年，贝伦加尔二世入侵了若望十二世治下的教皇国，教皇向奥托一世求救，于是希望被加冕为神圣罗马皇帝的他再次向意大利进军。贝伦加尔二世的部队抛弃了他，奥托一世于961年圣诞节期间占领帕维亚并宣布将贝伦加尔二世废黜。此后他前往罗马，于962年2月2日加冕为神圣罗马皇帝，又向被围困在圣莱奥的贝伦加尔二世发动进攻。
与此同时，教皇若望十二世与贝伦加尔二世的儿子阿达尔伯特进行了谈判，这导致963年奥托一世进入罗马将其罢免，并选举教皇良八世以继任。次年964年，贝伦加尔二世终于向奥托一世的军队投降，他被俘虏并关押在德意志王国的班贝格，于两年后的966年8月去世。他的妻子维拉在德意志的一家修道院度过了她的余生。

## 子女
1. 阿達爾貝托（932年至936年間－972年至975年間），義大利國王（950年—961年），與父親共治
2. 圭多（英语：Guy of Ivrea）
3. 科拉多（英语：Conrad of Ivrea）
4. 蘿莎拉（英语：Rozala of Italy），與佛蘭德的阿爾諾二世結婚